# Bandera Teresa Herrera
La Bandera Teresa Herrera es una regata anual de traineras que se ha venido celebrando de forma intermitente en aguas de La Coruña (La Coruña, España).

## Historia
La primera edición de la regata data de 1986, resultando vencedora la trainera de Kaiku (Sestao, Vizcaya). Las siguientes ediciones serían ganadas principalmente por clubes gallegos y vascos. En los últimos años la regata ha sido valedera para la Liga Gallega de Traineras, y anteriormente para la Liga Noroeste de Traineras.

Cabe destacar que en las primeras ediciones el nombre de la regata era Trofeo Teresa Herrera y después se fue adjudicando a la vez el trofeo y la bandera. Así por ejemplo en 2008 fue la edición número XXIII del Trofeo y la edición VIII de la Bandera.

## Palmarés
| Edición | Año  | Campeón               |
| ------- | ---- | --------------------- |
| I       | 1986 | Kaiku                 |
| II      | 1987 | Zumaya                |
| III     | 1988 | Santurce              |
| IV      | 1989 | Santurce              |
| V       | 1990 | Ciérvana              |
| VI      | 1991 | Orio                  |
| VII     | 1992 | Orio                  |
| VIII    | 1993 | Samertolameu Meira    |
| IX      | 1994 | Samertolameu Meira    |
| X       | 1995 | Tirán                 |
| XI      | 1996 | Tirán                 |
| XII     | 1997 | Tirán                 |
| XIII    | 1998 | Tirán                 |
| XIV     | 1999 | Amegrove Club de Remo |
| XV      | 2000 | Tirán                 |
| XVI     | 2001 | Tirán                 |
| XVII    | 2002 | Mecos                 |
| XVIII   | 2003 | Samertolameu Meira    |
| XIX     | 2004 | Samertolameu Meira    |
| XX      | 2005 | Perillo               |
| XXI     | 2006 | Amegrove Club de Remo |
| XXII    | 2007 | Tirán                 |
| XXIII   | 2008 | Samertolameu Meira    |
| XXIV    | 2009 | Mecos                 |
| XXV     | 2010 | Samertolameu Meira    |
| XXVI    | 2011 | Amegrove Club de Remo |
| XXVII   | 2012 | Amegrove Club de Remo |
| XXVIII  | 2013 | Samertolameu Meira    |
| XXIX    | 2014 | Samertolameu Meira    |
| XXX     | 2015 | Amegrove Club de Remo |
| XXXI    | 2016 | Tirán                 |
| XXXII   | 2017 | Samertolameu Meira    |
| XXXIII  | 2018 | Samertolameu Meira    |
| XXXIV   | 2019 | Club de Remo Ares     |
| XXXV    | 2021 | Samertolameu Meira    |
| XXXVI   | 2022 | Samertolameu Meira    |
| XXXVII  | 2023 | Club de Remo Ares     |

## Palmarés por equipos
| Equipo             | Títulos | Años de campeón                                                        |
| ------------------ | ------- | ---------------------------------------------------------------------- |
| Samertolameu Meira | 12      | 1993, 1994, 2003, 2004, 2008, 2010, 2013, 2014, 2017, 2018, 2021, 2022 |
| Tirán              | 8       | 1995, 1996, 1997, 1998, 2000, 2001, 2007, 2016                         |
| Amegrove           | 5       | 1999, 2006, 2011, 2012, 2015                                           |
| Orio               | 2       | 1991, 1992                                                             |
| Mecos              | 2       | 2002, 2009                                                             |
| Ares               | 2       | 2019, 2023                                                             |
| Kaiku              | 1       | 1986                                                                   |
| Zumaya             | 1       | 1987                                                                   |
| Santurce           | 1       | 1988                                                                   |
| Ciérvana           | 1       | 1990                                                                   |
| Perillo            | 1       | 2005                                                                   |